# Orde de José Martí
L'Orde de José Martí és una condecoració cubana, la més alta de país i el tercer honor més alt (darrere dels títols d'Heroi de la República i d'Heroi del Treball). Rep el seu nom del pròcer nacional José Martí, que apareix a la placa. S'atorga a ciutadans cubans o estrangers pels seus serveis a la causa de la pau o èxits destacats en l'educació, la cultura, les ciències, els esports o el treball creatiu.
Va ser instituïda el 2 de desembre de 1972 i reformada, com totes les condecoracions cubanes, el 1979. El disseny va ser realitzat per l'escultor José Delarra.

## Persones condecorades
| País              | Nom                  | Any  |
| ----------------- | -------------------- | ---- |
| Xile              | Salvador Allende     | 1972 |
| Romania           | Nicolae Ceauşescu    | 1973 |
| Alemanya Oriental | Erich Honecker       | 1974 |
| Unió Soviètica    | Leonid Brezhnev      | 1974 |
| Iraq              | Saddam Hussein       | 1978 |
| Polònia           | Wojciech Jaruzelski  | 1983 |
| Corea del Nord    | Kim Il-sung          | 1986 |
| Espanya           | Felipe González      | 1986 |
| Zimbàbue          | Robert Mugabe        | 1986 |
| Burkina Faso      | Thomas Sankara       | 1986 |
| Namíbia           | Sam Nujoma           | 1991 |
| Sud-àfrica        | Nelson Mandela       | 1991 |
| Veneçuela         | Hugo Chávez          | 1999 |
| Belarús           | Aleksandr Lukaixenko | 2000 |
| Xina              | Hu Jintao            | 2004 |
| Guinea Bissau     | João Bernardo Vieira | 2007 |
| Argentina         | Fanny Edelman        | 2011 |
| Vietnam           | Nguyễn Phú Trọng     | 2012 |
| Rússia            | Vladímir Putin       | 2014 |
| Sèrbia            | Tomislav Nikolić     | 2015 |
| Bolívia           | Evo Morales          | 2016 |
| Veneçuela         | Nicolás Maduro       | 2016 |